# Lucky Loser
Lucky Loser (englisch glücklicher Verlierer) ist ein Fachausdruck im Sport. Er bezeichnet einen Athleten, der in der Qualifikation oder einem ersten Durchgang scheitert, aber dennoch weiter in die nächste Wettbewerbsrunde gelangt, da er zu den besten Verlierern gehört. Die Gründe für ein solches Nachrücken können sehr unterschiedlich sein. Ursprünglich war es lediglich das Nachrücken bei Ausfall eines qualifizierten Teilnehmers (z. B. wegen Verletzung). Inzwischen sind auch Wettkampfsysteme gebräuchlich, bei denen automatisch die „besten Verlierer“ weiterkommen. Ein Beispiel hierfür ist der K.-o.-Modus bei der Vierschanzentournee oder der Dreiband-Weltcup, bei dem zwei oder drei Spieler aus der Qualifikationsrunde das Hauptfeld (Finalrunde) vervollständigen. Ausschlaggebend ist hierbei der bessere Generaldurchschnitt (GD) der Spieler.

## Auswahl des nachrückenden Verlierers
Lucky-Loser-Regelungen enthalten auch Festlegungen darüber, wie die „besten Verlierer“ ermittelt werden.
- Bei der Vierschanzentournee rücken neben den 25 Siegern der Duelle des 1. Durchgangs die fünf punktbesten Verlierer auf.[2]
- Im Tennis war ursprünglich die Weltrangliste für die Bestimmung des „besten Verlierers“ maßgeblich. Um Manipulationen zu vermeiden, wird nun bei Grand-Slam-Turnieren nicht mehr automatisch der bestplatzierte Spieler ausgewählt, sondern aus den vier bestplatzierten Verlierern der letzten Qualifikationsrunde ein Nachrücker per Losentscheid ermittelt.[3] Bei den Turnieren der ATP und WTA rücken als Lucky Loser ins Hauptfeld diejenigen gesetzten Spieler oder Spielerinnen auf, die beim Ausscheiden in der letzten Qualifikationsrunde die höchste Setzposition innehatten. Sollte kein gesetzter Spieler die letzte Qualifikationsrunde erreicht haben, dann rückt der am höchsten gesetzte Spieler der davorliegenden Qualifikationsrunde in das Hauptfeld auf.[4] Eine besondere Herausforderung ist, dass sich potentielle Lucky Loser für ihren Einsatz bereithalten müssen. Sie haben in der Regel nur fünf Minuten Zeit, um für einen ausgefallenen Spieler einzuspringen.
- Im Beachvolleyball gibt es seit den Olympischen Spielen 2008 die Lucky Loser Runde. Dabei spielen die vier schlechtesten Drittplatzierten der Gruppen zwei Plätze für das Achtelfinale aus, während die beiden besten Dritten automatisch für die Runde der letzten Sechzehn qualifiziert sind. Das gleiche Prinzip wurde bis einschließlich 2024 bei den Challenge-Wettbewerben der World Pro Tour unter der Bezeichnung „Round of 18“ angewandt. Bei der WM wird seit 2017 nach den gleichen Regularien verfahren mit dem Unterschied, dass bei 48 teilnehmenden Beachpaaren die jeweils doppelte Anzahl an Teams automatisch für die Runde der 32 qualifiziert ist bzw. sich durch die vorgeschaltete Runde ins Sechzehntelfinale kämpfen muss.
- Ebenfalls im Beachvolleyball gibt es seit 2025 beim Elite16, dem höchsten Level der Beach Pro Tour, eine Lucky Loser Regelung, die sich von der früheren „Round of 18“ Regelung der Challenge-Wettbewerbe unterscheidet. Um das Viertelfinale zu komplettieren, werden die besten zwei Verlierer der Round of 12 nach folgenden Kriterien ausgewählt: 1. Die Ballpunktergebnisse in den Pools werden mit den Resultaten der Round of 12 zusammengezählt. Die beiden Duos mit den besten Quotienten aus diesen drei Spielen kommen weiter. 2. Bei gleichen  Ergebnissen zählt der Satzquotient dieser drei Partien. 3. Ergeben auch diese Resultate gleiche Platzierungen, entscheidet die Position in der Setzliste über das Weiterkommen.

## Grenzfälle
Vergleichbare Verfahren gibt es in zahlreichen Sportarten, wobei nicht in jedem Fall die Bezeichnung Lucky Loser gebräuchlich ist.
- In der Leichtathletik werden die Starterfelder der Wurf- und Sprungdisziplinen auf zwölf Sportler aufgefüllt, wenn weniger Teilnehmer die geforderte Qualifikationsleistung erreichen. In den Laufdisziplinen qualifizieren sich nicht nur die Besten (z. B. Platz 1 bis 3) jedes einzelnen Qualifikationslaufes für die nachfolgende Runde, sondern ebenfalls eine Anzahl an Athleten, deren jeweilige Platzierungen nicht gut genug für die automatische Qualifikation waren, dabei jedoch die schnellsten Zeiten aller verbliebenen Teilnehmer erzielten.
- Bei der Fußball-Europameisterschaft 1992 wurde die Mannschaft Jugoslawiens als Reaktion auf den dort herrschenden militärischen Konflikt nicht zum Turnier zugelassen. Stattdessen startete die in der Qualifikation den Jugoslawen unterlegene Mannschaft aus Dänemark und wurde schließlich Europameister.